# Diferencialna enačba
Diferenciálna enáčba je v matematiki enačba neznane funkcije ene ali več spremenljivk, ki povezuje njene vrednosti z njenimi prvimi ali višjimi odvodi. Diferencialne enačbe so poleg matematike pomembne na različnih področjih, na primer v tehniki, fiziki, kemiji, astronomiji, biologiji ali ekonomiji. Pojavljajo se v znanosti in tehnologiji, kadar je znana ali predpostavljena deterministična povezava med nekaterimi zvezno spremenljivimi količinami, opisanimi s funkcijami, in njihovimi hitrostmi sprememb, izraženimi z odvodi.
V klasični mehaniki se gibanje telesa časovno opiše z njegovo lego in hitrostjo. Newtonovi zakoni gibanja omogočajo povezavo med lego, hitrostjo, pospeškom in različnimi silami, ki delujejo na telo, in izražajo to povezavo v obliki diferencialne enačbe za neznano lego telesa kot funkcijo časa. V mnogo primerih se lahko to diferencialno enačbo reši eksplicitno, kar vodi do zakona o gibanju.
Zgled modeliranja problema iz stvarnega sveta je določitev hitrost padanja krogle skozi zrak ob upoštevanju gravitacije in zračnega upora. Pospešek krogle proti tlem je težni pospešek zmanjšan za pojemanje zaradi zračnega upora. Gravitacija je konstantna, zračni upor pa je sorazmeren s hitrostjo krogle. To pomeni da je pospešek krogle, ki je odvod njene hitrosti, odvisen od hitrosti. Iskanje hitrosti kot funkcije časa zahteva rešitev diferencialne enačbe.
Diferencialne enačbe se matematično raziskujejo z več različnih zornih kotov. Pri tem so najbolj pomembne njihove rešitve, funkcije za katero enačbe veljajo. Rešitve z eksplicitnimi zvezami obstajajo le za najpreprostejše diferencialne enačbe. Mnogo značilnosti rešitev dane diferencialne enačbe se lahko določi brez da bi se poiskalo njeno točno obliko. Če za rešitev sklenjena formula ne obstaja, se lahko dobi rešitev z numeričnim približkom s pomočjo računalnika. Teorija dinamičnih sistemov poudarja kakovostno analizo sistemov, ki jih opisujejo diferencialne enačbe, razvili pa so mnogo numeričnih metod za določevanje rešitev z dano stopnjo točnosti.

## Smeri raziskovanja
Raziskovanje diferencialnih enačb je široko področje v čisti in uporabni matematiki, fiziki in tehniki. Vse te discipline se ukvarjajo z značilnostmi različnih diferencialnih enačb. Čista matematika se osredotoča na obstoj in edinstvenost rešitev, uporabna matematika pa poudarja razloge za rabo metod s približnimi rešitvami. Z diferencialnimi enačbami se modelirajo praktično vsi fizikalni, tehnični ali biološki procesi, od gibanj v nebesni mehaniki do konstruiranja mostov ali medsebojnih vplivov med nevroni. Diferencialne enačbe, ki se uporabljajo pri reševanju problemov iz stvarnega življenja, niso nujno neposredno rešljive – nimajo sklenjenih rešitev. Namesto sklenjenih se lahko vzamejo približne numerične rešitve.
Raziskujejo se tudi posplošene rešitve (na podlagi šibkih odvodov), vrsta rešitev, ki niso nujno povsod odvedljive. Ta razširitev je velikokrat potrebna za obstoj rešitve in je tudi posledica bolj fizikalno smiselnih značilnosti ali rešitev, kot na primer možna prisotnost udarov za enačbe hiperboličnega tipa.
Raziskovanje stabilnosti rešitev diferencialnih enačbe obravnava teorija stabilnosti.

## Izrazje
Teorija diferencialnih enačb je zelo razvita, metode, ki se uporabljajo za njihovo reševanje, pa se precej razlikujejo, kar je odvisno od vrste enačbe.
- navadna diferencialna enačba (NDE) je diferencialna enačba v kateri je neznana funkcija (oziroma odvisna spremenljivka) funkcija ene neodvisne spremenljivke. V najpreprostejši obliki je neznana funkcija skalarna funkcija z realnimi ali kompleksnimi vrednostmi, še bolj splošno pa ima lahko vektorske ali matrične vrednosti – to odgovarja upoštevanju sistema navadnih diferencialnih enačb za eno funkcijo. Navadne diferencialne enačbe se še naprej razvrščajo glede na red najvišjega odvoda odvisne spremenljivke, ki nastopa v enačbi.

Enačba:
{\displaystyle {\frac {\mathrm {d} ^{2}u}{\mathrm {d} x^{2}}}+x^{3}+xu=0\!\,}
je enačba 2. reda.
Najpomembnejše vrste v uporabi so diferencialne enačbe 1. in 2. reda. Razlikujejo se tudi diferencialne enačbe eksplicitno rešljive glede na najvišji odvod in v implicitni obliki.
- parcialna diferencialna enačba (PDE) je diferencialna enačba v kateri je neznana funkcija funkcija več neodvisnih spremenljivk in v njej nastopajo parcialni odvodi. Red je določen podobno kot pri navadnih diferencialnih enačbah. Posebej pri linearnih parcialnih enačbah 2. reda se enačbe še naprej razvrščajo v enačbe eliptičnega, hiperboličnega in paraboličnega tipa. Nekatere parcialne enačbe ne spadajo v nobeno od teh kategorij čez celotno domeno neodvisnih spremenljivk in so enačbe mešanega tipa.

Navadne in parcialne diferencialne enačbe so lahko linearne ali nelinearne. Diferencialna enačba je linearna, če imata neznana funkcija in njeni odvodi stopnjo 1 (produkti funkcije in njenih odvodov niso dovoljeni), drugače je nelinearna. Enačba:
{\displaystyle a{\frac {\mathrm {d} ^{2}u}{\mathrm {d} x^{2}}}+b{\frac {\mathrm {d} u}{\mathrm {d} x}}+cu+d=0\!\,}
je linearna enačba 2. reda (prve stopnje). Enačba:
{\displaystyle a{\frac {\mathrm {d} ^{2}u}{\mathrm {d} x^{2}}}+bu^{3}+cxu+d=0\!\,}
pa je (nelinearna) enačba 2. reda tretje stopnje. Značilna značilnost linearnih enačb je, da njihove rešitve tvorijo afini podprostor ustreznega funkcijskega prostora, od koder sledi veliko bolj razvita teorija linearnih diferencialnih enačb. 
Homogene linearne diferencialne enačbe so nadaljnji podrazred za katerega je prostor rešitev linearni podprostor. Te enačbe nimajo perturbacijskih členov. Perturbacijski člen diferencialne enačbe je člen, ki določa motnje, in ne vsebuje niti funkcije u niti njenih odvodov {\displaystyle \mathrm {d} u/\mathrm {d} x,\cdots ,\mathrm {d} ^{n}/\mathrm {d} x^{n}}.:569 Nehomogena diferencialna enačba vsebuje od nič različne perturbacijske člene. Koeficienti neznane funkcije in njenih odvodov v linearni diferencialni enačbi so lahko (znane) funkcije odvisne spremenljivke ali spremenljivk. Če so ti koeficienti konstantni, je enačba linearna diferencialna enačba s konstantnimi koeficienti.
Obstaja zelo malo metod za eksplicitno reševanje nelinearnih diferencialnih enačb, in te izkoriščajo njihove simetrije. Nelinerne diferencialne enačbe se lahko vedejo zelo zapleteno v razširjenih časovnih intervalih, kar je značilno za kaos. Čeprav so osnovna vprašanja o obstoju, enoličnosti in razširljivosti rešitev nelinearnih diferencialnih enačb, ter dobri zastavljenosti začetnih in robnih pogojev nelinearnih PDE težki problemi, so njihove rešitve v posebnih primerih velik napredek teoretične matematike (glej npr. obstoj in gladkost rešitev Navier-Stokesovih enačb).
Linearne diferencialne enačbe so velikokrat približki nelinearnih enačb. Veljajo le pod nekaterimi omejenimi pogoji. Enačba harmoničnega oscilatorja je na primer približek nelinearne enačbe nihala, ki velja za nihanja z malimi amplitudami.

## Zgledi

### Navadne diferencialne enačbe
V zgledih je u neznana skalarna funkcija spremenljivke x ({\displaystyle u(x)}), {\displaystyle \mathrm {d} u(x)/\mathrm {d} x} njen prvi odvod, {\displaystyle \mathrm {d} ^{2}u(x)/\mathrm {d} x^{2}} njen drugi odvod, a, b, k, ω pa znane konstante (lahko tudi odvisne od drugih konstant, na primer {\displaystyle k=c/m}, kjer je c snovna konstanta (npr. vzmeti), m pa masa.) Velikokrat je spremenljivka x čas, označena s t.
- Homogena linearna navadna diferencialna enačba 1. reda s konstantnimi koeficienti:

{\displaystyle {\frac {\mathrm {d} u(x)}{\mathrm {d} x}}+ku(x)=0\!\,} (jedrski razpad radioaktivnega izotopa 14C).
- Nehomogena linearna navadna diferencialna enačba 1. reda s konstantnimi koeficienti:

{\displaystyle {\frac {\mathrm {d} u(x)}{\mathrm {d} x}}+k=0\!\,,}
{\displaystyle {\frac {\mathrm {d} u(x)}{\mathrm {d} x}}+k(u+\omega )=0\!\,,}
{\displaystyle {\frac {\mathrm {d} u(x)}{\mathrm {d} x}}-ku(x)=0\!\,} (Malthusov model rasti),
{\displaystyle {\frac {\mathrm {d} u(x)}{\mathrm {d} x}}-ku(x)-x^{2}=0\!\,,}
{\displaystyle {\frac {\mathrm {d} u(x)}{\mathrm {d} x}}+u(x)-e^{x}=0\!\,.}
- Nehomogena nelinearna navadna diferencialna enačba 1. reda s konstantnimi koeficienti:

{\displaystyle {\frac {\mathrm {d} u(x)}{\mathrm {d} x}}-u(x)^{2}-1=0\!\,.}
- Homogena linearna navadna diferencialna enačba 2. reda s konstantnimi koeficienti:

{\displaystyle {\frac {\mathrm {d} ^{2}u(x)}{\mathrm {d} x^{2}}}+ku(x)=0\!\,} (enorazsežni harmonični oscilator),
{\displaystyle {\frac {\mathrm {d} ^{2}u(x)}{\mathrm {d} x^{2}}}+\omega ^{2}u(x)=0\!\,} (harmonični oscilator),
{\displaystyle {\frac {\mathrm {d} ^{2}u(x)}{\mathrm {d} x^{2}}}+2k{\frac {\mathrm {d} u(x)}{\mathrm {d} x}}+u(x)=0\!\,} (splošna enačba harmoničnega oscilatorja),
{\displaystyle {\frac {\mathrm {d} ^{2}u(x)}{\mathrm {d} x^{2}}}+2k\omega {\frac {\mathrm {d} u(x)}{\mathrm {d} x}}+\omega ^{2}u(x)=0\!\,} (dušeni harmonični oscilator),
{\displaystyle {\frac {\mathrm {d} ^{2}u(x)}{\mathrm {d} x^{2}}}-xu(x)=0\!\,,} (Airyjeva enačba, {\displaystyle k^{2}=1\,})
{\displaystyle {\frac {\mathrm {d} ^{2}u(x)}{\mathrm {d} x^{2}}}\pm k^{2}xu(x)=0\!\,,} (splošna Airyjeva enačba)
{\displaystyle {\frac {\mathrm {d} ^{2}u(x)}{\mathrm {d} x^{2}}}-x{\frac {\mathrm {d} u(x)}{\mathrm {d} x}}+u(x)=0\!\,.}
- Besslova enačba:

{\displaystyle x^{2}{\frac {\mathrm {d} ^{2}u(x)}{\mathrm {d} x^{2}}}+x{\frac {\mathrm {d} u(x)}{\mathrm {d} x}}-(x^{2}+k^{2})u(x)=0\!\,.}
- Homogena linearna navadna diferencialna enačba 2. reda:

{\displaystyle {\frac {\mathrm {d} ^{2}u(x)}{\mathrm {d} x^{2}}}+k(x){\frac {\mathrm {d} u(x)}{\mathrm {d} x}}+\omega ^{2}(x)u(x)=0\!\,} (parametrični oscilator),
- Nehomogena linearna navadna diferencialna enačba 2. reda s konstantnimi koeficienti:

{\displaystyle {\frac {\mathrm {d} ^{2}u(x)}{\mathrm {d} x^{2}}}+g=0\!\,} (prosti pad brez zračnega upora),
- Eulerjeva hipergeometrična diferencialna enačba (Gaussova diferencialna enačba):

{\displaystyle x(1-x){\frac {\mathrm {d} ^{2}u(x)}{\mathrm {d} x^{2}}}+\left[k-(a+b+1)x\right]{\frac {\mathrm {d} u(x)}{\mathrm {d} x}}-abu(x)=0\!\,,}
- Homogena nelinearna navadna diferencialna enačba 2. reda s konstantnimi koeficienti:

{\displaystyle J_{\zeta }{\frac {\mathrm {d} ^{2}u(x)}{\mathrm {d} x^{2}}}+mgl\sin u(x)=0\!\,} (splošna enačba nihala),
{\displaystyle {\frac {\mathrm {d} ^{2}u(x)}{\mathrm {d} x^{2}}}+\omega ^{2}\sin u(x)=0\!\,} (težno nihalo),
{\displaystyle l{\frac {\mathrm {d} ^{2}u(x)}{\mathrm {d} x^{2}}}+g\sin u(x)=0\!\,} (gibanje nitnega nihala z dolžino l).
- Nehomogena nelinearna navadna diferencialna enačba 2. reda s konstantnimi koeficienti:

{\displaystyle m{\frac {\mathrm {d} ^{2}u(x)}{\mathrm {d} x^{2}}}-k\left({\frac {\mathrm {d} u(x)}{\mathrm {d} x}}\right)^{2}+mg=0\!\,} (prosti pad s kvadratnim zakonom zračnega upora).

### Parcialne diferencialne enačbe
V naslednji skupini zgledov je neznana funkcija u odvisna od dveh spremenljivk x in t ({\displaystyle u(x,t)}) ali x in y ({\displaystyle u(x,y)}), ali od treh x, y in z ({\displaystyle u(x,y,z)}).
- Homogena linearna parcialna diferencialna enačba 1. reda s konstantnimi koeficienti:

{\displaystyle {\frac {\partial u(x,t)}{\partial t}}+t{\frac {\partial u(x,t)}{\partial x}}=0\!\,.}
- Homogena linearna parcialna diferencialna enačba 2. reda s konstantnimi koeficienti paraboličnega tipa (difuzijska enačba v eni prostorski razsežnosti):

{\displaystyle {\frac {\partial u(x,t)}{\partial t}}-k{\frac {\partial ^{2}u(x,t)}{\partial {x}^{2}}}=0,\quad \left({\frac {\partial u(x,t)}{\partial t}}-k\nabla ^{2}u(x,t)=0\right)\!\,.}
- Homogena linearna parcialna diferencialna enačba 2. reda s konstantnimi koeficienti hiperboličnega tipa (valovna enačba v eni prostorski razsežnosti):

{\displaystyle {\frac {\partial ^{2}u}{\partial t^{2}}}-k^{2}{\frac {\partial ^{2}u}{\partial x^{2}}}=0,\quad \left({\frac {\partial ^{2}u}{\partial t^{2}}}-k^{2}\nabla ^{2}u=0,\quad \square u=0\right)\!\,.}
- Nehomogena linearna parcialna diferencialna enačba 2. reda s konstantnimi koeficienti hiperboličnega tipa (telegrafska enačba za električno napetost (v eni prostorski razsežnosti)):

{\displaystyle LC{\frac {\partial ^{2}u}{\partial t^{2}}}-{\frac {\partial ^{2}u}{\partial x^{2}}}+(LG+RC){\frac {\partial u}{\partial t}}+RGu=0\!\,,}
- Homogena linearna parcialna diferencialna enačba 2. reda s konstantnimi koeficienti eliptičnega tipa (Laplaceova enačba v dveh prostorskih razsežnostih):

{\displaystyle {\frac {\partial ^{2}u}{\partial x^{2}}}+{\frac {\partial ^{2}u}{\partial y^{2}}}=0,\quad \left(\nabla ^{2}u=0\right)\!\,.}
- Homogena linearna parcialna diferencialna enačba 2. reda s konstantnimi koeficienti paraboličnega tipa (difuzijska enačba v dveh prostorskih razsežnostih):

{\displaystyle {\frac {\partial u}{\partial t}}-k\left({\frac {\partial ^{2}u}{\partial {x}^{2}}}+{\frac {\partial ^{2}u}{\partial y^{2}}}\right)=0,\quad \left({\frac {\partial u}{\partial t}}-k\nabla ^{2}u=0\right)\!\,.}
- Homogena nelinearna parcialna diferencialna enačba 3. reda s konstantnimi koeficienti (Korteweg-de Vriesova enačba):

{\displaystyle {\frac {\partial u}{\partial t}}-6u{\frac {\partial u}{\partial x}}+{\frac {\partial ^{3}u}{\partial x^{3}}}=0\!\,.}
- Homogena linearna parcialna diferencialna enačba 4. reda s konstantnimi koeficienti (biharmonična enačba v treh prostorskih razsežnostih):

{\displaystyle {\frac {\partial u^{4}}{\partial x^{4}}}+{\frac {\partial u^{4}}{\partial y^{4}}}+{\frac {\partial u^{4}}{\partial z^{4}}}+2{\frac {\partial u^{4}}{\partial x^{2}\partial y^{2}}}+2{\frac {\partial u^{4}}{\partial y^{2}\partial y^{z}}}+2{\frac {\partial u^{4}}{\partial x^{2}\partial z^{2}}}=0,\quad \left(\nabla ^{4}u=0\right)\!\,.}

### Povezava z diferenčnimi enačbami
Teorija in praksa diferencialnih enačb je tesno povezana s teorijo diferenčnih enačb, v katerih koordinate zavzemajo samo nezvezne vrednosti in vrednosti neznane funkcije ali funkcij določa iteracijsko na osnovi vrednosti v sosednjih koordinatah. Številne metode za numerično reševanje diferencialnih enačb ali za preverjanje njihovih značilnosti temeljijo na rešitvah enakovrednih diferenčnih enačbe, ki so temelj vseh računalniško dobljenih rešitev.

## Obstoj rešitev
Reševanje diferencialne enačbe se od reševanja algebrskih enačb razlikuje. Ne samo da so njihove rešitve velikokrat nerazumljive, pomembno je tudi po možnosti ugotoviti, ali rešitve sploh obstajajo, in če obstajajo, ali so enolične. Za problem začetnih vrednosti pri enačbah prvega reda Peanov eksistenčni izrek navaja en sklop okoliščin, za katerega rešitev obstaja. Za izbrano točko {\displaystyle (a,b)\,} v ravnini xy, se opredeli poljubno pravokotno območje {\displaystyle Z\,}, tako da je {\displaystyle Z=[l,m]\times [n,p]\,} in da je točka {\displaystyle (a,b)\,} znotraj {\displaystyle Z\,}. Za dano diferencialno enačbo {\displaystyle {\frac {\mathrm {d} y}{\mathrm {d} x}}=g(x,y)\,} in za {\displaystyle y=b\,}, če {\displaystyle x=a\,} po Peanu obstaja krajevna rešitev tega problema, če sta tako {\displaystyle g(x,y)\,} kot {\displaystyle {\frac {\partial g}{\partial x}}\,} zvezna na {\displaystyle Z\,}. Ta rešitev obstaja na enem od intervalov s središčem na {\displaystyle a\,}. To pa pomaga samo pri začetnih vrednosti enačb prvega reda. Naj gre za problem začetnih vrednosti za naslednjo linearno enačbo n-tega reda:
{\displaystyle f_{n}(x){\frac {\mathrm {d} ^{n}y}{\mathrm {d} x^{n}}}+\cdots +f_{1}(x){\frac {\mathrm {d} y}{\mathrm {d} x}}+f_{0}(x)y=g(x)\!\,,}
kjer velja:
{\displaystyle y(x_{0})=y_{0},y'(x_{0})=y'_{0},y''(x_{0})=y''_{0},\cdots }
Za vse neničelne {\displaystyle f_{n}(x)\,}, če so {\displaystyle \{f_{0},f_{1},\cdots \}\,} in {\displaystyle g\,} zvezni na določenem intervalu, ki vsebuje {\displaystyle x_{0}\,}, {\displaystyle y\,} obstaja in je enoličen.

## Uporabe
Veliko temeljnih zakonov fizike in kemije je mogoče zapisati v obliki diferencialne enačbe. V biologiji in ekonomiji se diferencialne enačbe uporabljajo za opisovanje kompleksnih sistemov. Matematično ozadje diferencialnih enačb se je sprva odkrivalo v okviru ved, ki so njim lastne probleme izrazile definirali v obliki diferencialnih enačb in kjer so rešitve našle neposredno uporabo. Vendar pa lahko različni problemi, včasih s poreklom iz precej različnih znanstvenih področij, pripeljejo do enakovrednih diferencialnih enačb. V teh primerih je mogoče matematično teorijo teh enačb razumeti kot poenotenje na eno in isto načelo, ki tvori ozadje včasih zelo različnim pojavom. Zgledi so širjenje svetlobe skozi vakuum, širjenje zvoka skozi ozračje, in širjenje valov na površini ribnika. Vse tri pojave se lahko opiše z valovno enačbo (parcialno diferencialno enačbo drugega reda), kar omogoča, da se v svetlobi in zvoku prepozna iste poteze valov, kot so znani od valov na vodni površini. Teorijo prevajanja toplote, kot jo je razvil Joseph Fourier, sloni na parcialni diferencialni enačbi drugega reda, tako imenovani difuzijski enačbi. Izkazalo se je, da se številne difuzijske procese, ki so si na videz zelo različni, lahko opiše z eno in isto enačbo: Tako je na primer mogoče enačbo Black-Scholesa, ki opisuje časovni razvoj tržne cene delniških opcij, pretvoriti v difuzijsko enačbo, oziroma rešitve difuzijske enačbe je mogoče interpretirati s stališča cen opcij.

### Fizika
- Euler-Lagrangeeva enačba v klasični mehaniki
- Hamiltonove enačbe v klasični mehaniki
- radioaktivni razpad v jedrski fiziki
- Newtonov zakon ohlajanja v termodinamiki
- valovna enačba
- toplotna enačba v termodinamiki
- Laplaceova enačba, ki določa harmonične funkcije
- Poissonova enačba
- enačba geodetk
- Navier-Stokesove enačbe v dinamiki tekočin
- difuzijska enačba v stohastičnih procesih
- konvekcijsko-difuzijska enačba v dinamiki tekočin
- Cauchy-Riemannovi enačbi v kompleksni analizi
- Poisson-Boltzmannova enačba v molekulski dinamiki
- enačbe plitvih vod
- univerzalna diferencialna enačba
- Lorenzeve enačbe, katerih rešitve kažejo kaotično vedenje.

#### Klasična mehanika
Dokler je sila, ki deluje na delec, znana, Newtonov drugi zakon za opis gibanja delca zadostuje. Ko so enkrat na voljo za vsako silo, ki deluje na delec, na voljo neodvisni opisi, jih je mogoče nadomestiti v Newtonovem drugem zakonu, pri čemer se problem poenostavi na običajno diferencialno enačbo, ki se imenuje enačbe gibanja.

#### Elektrodinamika
Maxwellove enačbe so niz delnih diferencialnih enačb, ki skupaj z zakonom Lorentzeve sile tvorijo temelj klasične elektrodinamike, klasične optike, in električnih vezij. Ta področja so po drugi strani temelj sodobnih električnih in komunikacijskih tehnologij. Maxwellove enačbe opisujejo, kako električna in magnetna polja nastajajo in kako se spreminjajo pod vplivom električnih nabojev in tokov. James Clerk Maxwell, škotski fizik in matematik, katerega ime nosijo, je med 1861 in 1862 objavil zgodnjo obliko teh enačb.

#### Splošna relativnost
Einsteinove enačbe polja (EFE, znane tudi skrajšano kot »Einsteinove enačbe«) so niz desetih delnih diferencialnih enačb, v splošni teoriji relativnosti Alberta Einsteina. Opisujejo vpliv težnosti na opazovani sistem zaradi ukrivljenosti prostor-časa, katere vzrok sta snov in energija.

#### Kvantna mehanika
V mehaniki kvantnih sistemov (kadar gre za atome, molekule, osnovne delce, proste, vezane ali lokalizirane) velja Schrödingerjeva enačba. Ne gre več za preprosto algebrsko enačbo kot je Newtonov zakon klasične mehanike, temveč na splošno za linearno parcialno diferencialno enačbo, ki opisuje, kaj se s časom dogaja z valovno funkcijo sistema.

### Biologija
- Verhulstova enačba – rast biološke populacije
- von Bertalanffyjev model – rast biološkega posameznika
- replikatorska dinamika – mesto v teoretični biologiji
- Hodgkin-Huxleyjev model – aktivacijski potenciali živcev

#### Enačbi roparica-plen
Lotka-Volterrovi enačbi, znani tudi kot enačbi roparica-plen, sta par nelinearnih diferencialne enačbe, ki se pogosto uporabljata za opis dinamike bioloških sistemov, z dvema vrstama interakcije, ki opisujeta odnos med predatorjem in njegovo žrtvijo, na primer med lisicami na samotnem otoku na eni strani in zajci na drugi strani, pa tudi dogajanja v celični biologiji.

### Kemija
Enačba za hitrost kemijske reakcije je diferencialna enačba, ki povezuje hitrost reakcije s koncentracijami ali tlaki reaktantov in konstantami (običajno so to reakcijski koeficienti in redi delne reakcije). Vrsto enačbe za določen sistem se določi tako, da se hitrost reakcije kombinira z masno bilanco sistema.

### Ekonomija
- model Solowa in Swana
- Black-Scholesov model za tržno ceno opcij
- Malthusov model rasti
- Vidale-Wolfeov model oglaševanja

## Programska oprema
- ExpressionsinBar
- Maple:[7] dsolve
- SageMath[8]
- Xcas:[9] desolve(y'=k*y,y)